# 乌东
乌东（法語：Oudon，法語發音：[udɔ̃] ⓘ）是法国大西洋卢瓦尔省的一个市镇，位于该省东部，属于沙托布里扬-昂斯尼区。

## 地理
乌东（47°20'47"N, 1°17'13"W）面积22.12 平方千米，位于法国卢瓦尔河地区大区大西洋卢瓦尔省，该省份为法国西北部沿海省份，位于布列塔尼半岛东南部，北起伊勒-维莱讷省，西北接莫尔比昂省，西临大西洋，南至旺代省，东临曼恩-卢瓦尔省。
与乌东接壤的市镇（或旧市镇、城区）包括：奥雷当茹、勒塞利耶、库费、昂斯尼-圣热雷翁。
乌东的时区为UTC+01:00、UTC+02:00（夏令时）。

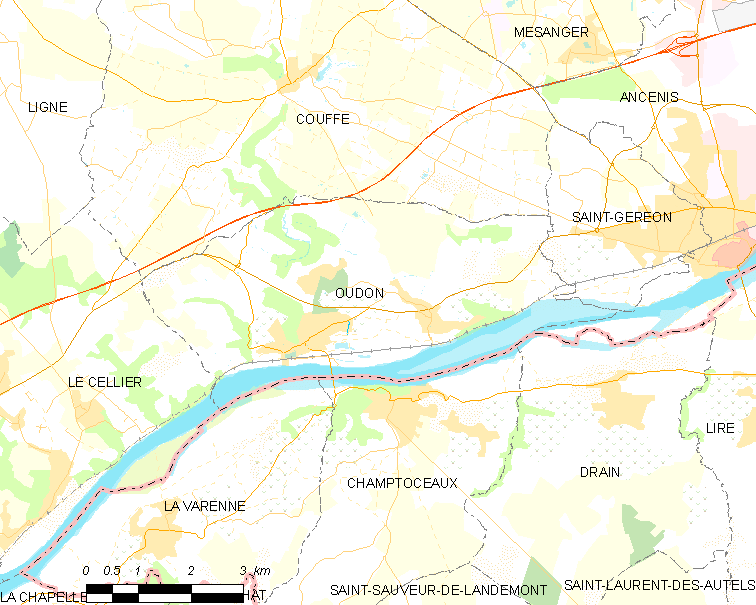
乌东的OSM定位图

## 行政
乌东的邮政编码为44521，INSEE市镇编码为44115。

## 政治
乌东所属的省级选区为昂斯尼-圣热雷翁县。

## 交通
大西洋卢瓦尔省省道D25线、D323线和D723线在境内交汇。乌东站是南特—昂热铁路线上的一个车站。

## 人口

1962-2008年间乌东人口变化图示

乌东于2022年1月1日时的人口数量为3915人。